# Quepis
Quepis és el nom de dues lligadures prou diferents entre si, però històricament relacionades. Per a major claredat de l'exposició les distingirem tot anomenant-les quepis clàssic i quepis recte. El segon sorgí del primer mitjançant una transició lenta i subtil que dona la clau de la continuïtat entre ambdues tipologies.
Quant al mot, quepis procedeix de l'alemany Käppi ('gorreta') mitjançant el francès képi (que, de fet, en català hauria hagut de donar quepi o quepí). Pràcticament totes les llengües denomimen aquesta lligadura amb derivacions del nom francès: espanyol quepis, italià chepì, portuguès quépi (quepe al Brasil), romanès chipiu, anglès kepi, neerlandès kepie, alemany Käppi (retornat del francès amb el nou significat), rus kepi (кепи), etc.

## Quepis clàssic

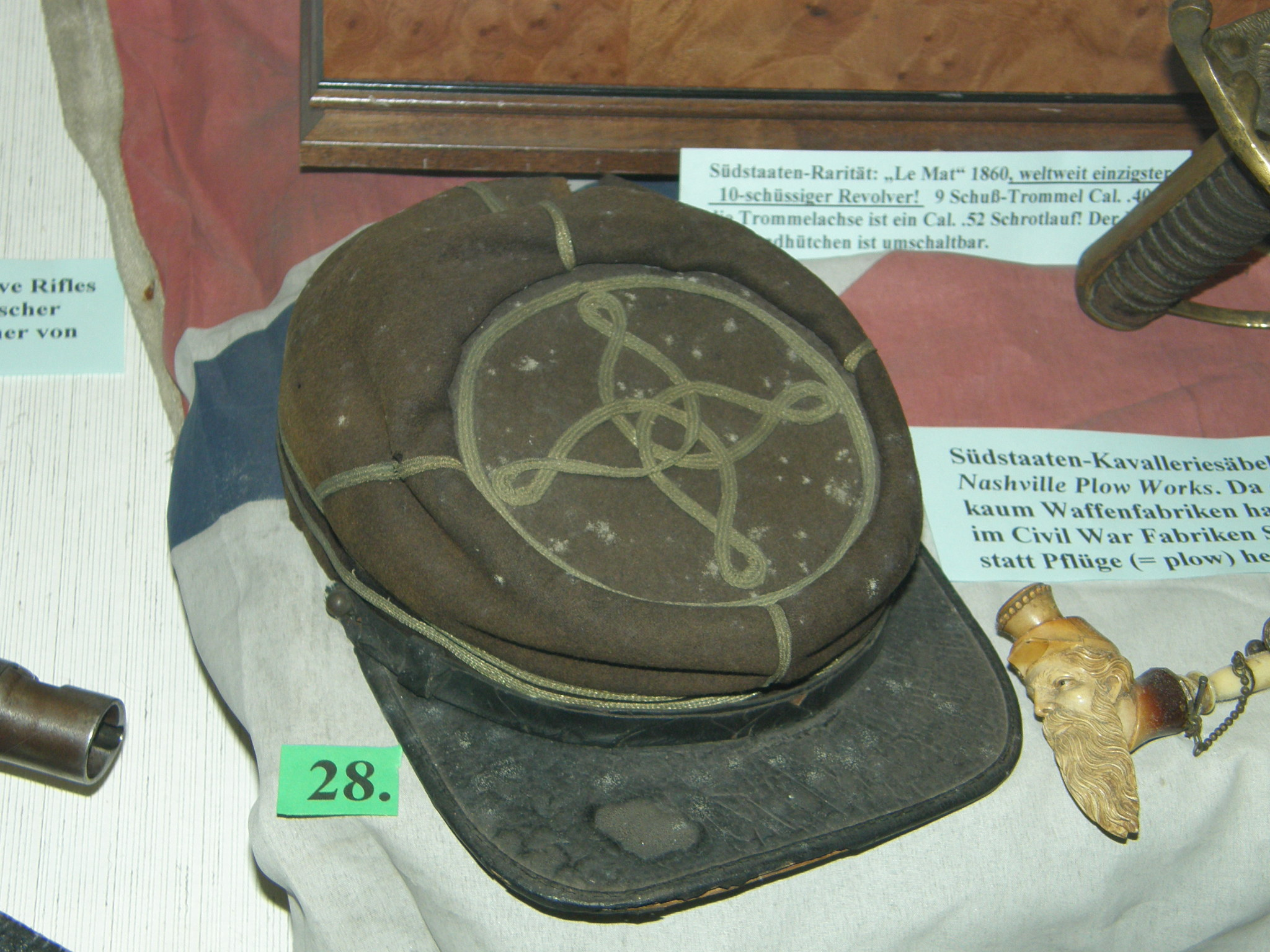
Quepis clàssic de la Confederació plegat sobre si mateix

### Descripció
El quepis clàssic, o quepis per antonomàsia (en francès képi), és una lligadura militar semirígida amb visera horitzontal, i amb la part superior inclinada sobre el front, més o menys arrugat, de manera que la part frontal és més baixa que la part posterior; el cim és pla i una mica enfonsat. Generalment el quepis presentava dos colors bàsics: el propi de la copa i, contrastant-hi, el de la banda superposada tot entorn de la base. Les quatre cares de la copa solien anar ornades amb sengles vius verticals de color d'arma; en els models d'oficial, el cim solia ornar-se amb un nus hongarès, a manera de prolongació dels vius laterals. La visera i la barballera sempre eren negres; la primera anava cosida a la banda interna de la copa; la segona, fixada amb botons daurats, argentats o de to de bronze. Tradicionalment, la visera tenia forma recta; a partir del darrer quart del segle xix podia ser rodona. El frontal del quepis podia dur l'emblema del cos o arma o bé el número del regiment. L'aspecte de conjunt és característic i inconfusible, la qual cosa permet discriminar entre el quepis i la posterior gorra militar de campanya.
N'hi havia models flexibles, en què el quepis es plegava quan calia desar-lo (quepis clac): tot agafant-lo per la visera, es feia un cop sec a la copa, i aquesta s'enfonsava sobre si mateixa i quedava plana; d'un altre cop sec reprenia la forma usual.

### Gènesi i evolució

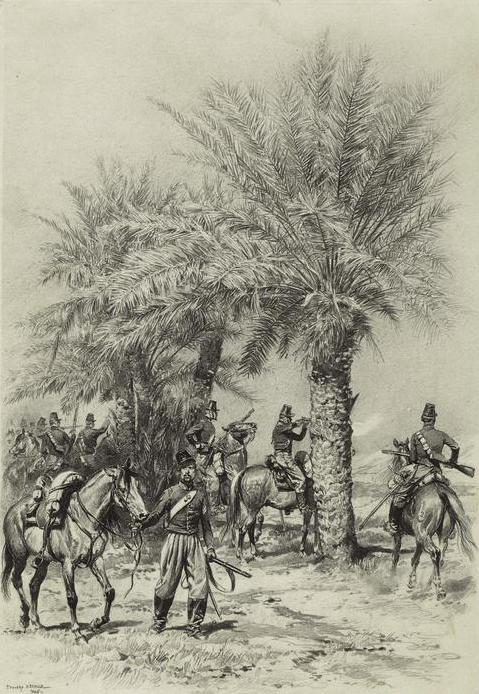
Chasseurs d'Afrique (1842) amb la casquette d'Afrique de 1833

Els predecessors del quepis foren la casquette d'Afrique de 1833 i el bonnet de police à visière de 1845.
En efecte, el xacó resultava incòmode i sufocant en les condicions extremament caloroses d'Algèria, de manera que les forces expedicionàries franceses el desestimaren de seguida i usaven, bé el casquet de caserna, bé tota mena de lligadures improvisades (generalment per deformació del casquet de caserna, tot afaiçonant-lo a manera de xacó, de gorra de plat o d'artefacte indescriptible). Per tal de posar-hi ordre, el 1833 hom creà una lligadura nova: l'anomenada casquette d'Afrique ('gorra d'Àfrica'), mena de xacó troncocònic de roba, rígid, però comparativament fresc i lleuger. Al principi la casquette d'Afrique fou privativa dels chasseurs d'Afrique, però ràpidament s'estengué a la totalitat de les tropes franceses d'Algèria, de manera que el xacó es reservà per a la metròpoli.

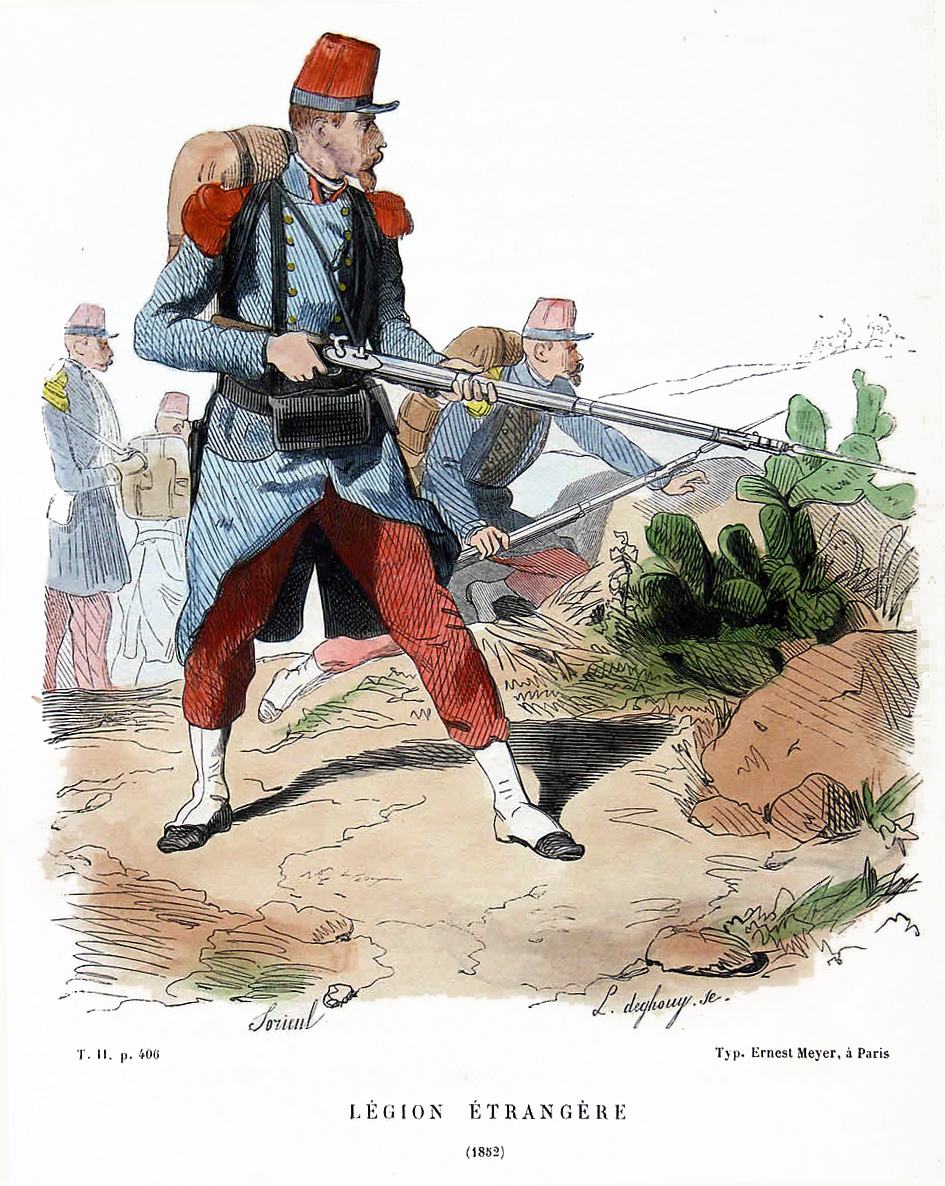
Soldats de la Legió Estrangera francesa el 1852, amb el bonnet de police à visière de 1843

El 1843 una altra peça nova, el bonnet de police à visière ('casquet de caserna amb visera'), esdevingué la lligadura de diari de l'exèrcit francès, metròpoli inclosa, en substitució del casquet de caserna tradicional. Es tractava d'una imitació de la popular casquette d'Afrique, però en versió semirígida, lleugerament inclinada endavant i reduint-ne bastant l'alçada. A més a més, el 1850 aquest bonnet esdevingué la lligadura de campanya per a les tropes d'Algèria, en substitució de la casquette, que es reservà en exclusiva per als chasseurs d'Afrique.
Desgastades les existències de la peça, el 1852 s'introdueix un segon model de bonnet de police à visière que en redueix força l'alçada i n'extrema la inclinació endavant, alhora que introdueix la visera plana i quadrada juntament amb el principi que la copa sigui del mateix color que els pantalons (és a dir, generalment roja). En altres mots, té totes les característiques del quepis clàssic.

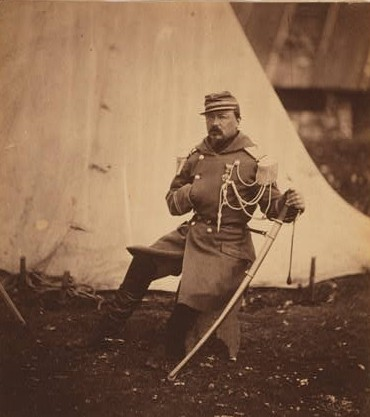
Militar francès a Crimea (1855) amb el quepis model 1852

Quant a la formació del terme képi a partir de l'alemany Käppi, s'explica perquè aquest era el nom que donaven els legionaris germanòfons ja a la casquette de 1833. L'adaptació francesa, képi, es generalitzà ràpidament en l'ús col·loquial, i s'aplicava universalment, dins i fora de l'exèrcit, primer a la casquette de 1833 i després al bonnet de 1843. El món oficial, emperò, trobava una vulgaritat aquest neologisme, de manera que els reglaments uniformològics insistiren en la tirallonga bonnet de police à visière fins al 1874, en què, ja sota la Tercera República, s'oficialitzà el nom de képi. Sovint aquesta disparitat terminològica fa vacil·lar en la data de naixença del quepis: 1843 si es considera que el primer model de bonnet de police à visière ja era un quepis; 1852 si s'espera a l'aparició de la línia característica del quepis clàssic.
En principi, el quepis era lligadura de diari per a tot l'exèrcit francès (tropa i oficialitat), i a Algèria, a més a més, lligadura de campanya. Però en la pràctica també les tropes metropolitanes duien sovint el quepis amb l'uniforme de campanya (ja ho havien fet amb el bonnet en la intervenció a Roma el 1849), tot rellegant el xacó (i, des del 1858/60, el xacó baix) a passeig i gala. D'aquesta manera, el quepis esdevingué de seguida la lligadura característica de l'exèrcit francès. El model de 1858 n'establirà la versió referencial, amb nova reducció de l'alçada. Finalment, el 1867 se sancionà oficialment el paper del quepis com a lligadura no tan sols de diari, sinó també de campanya. Des de llavors només va conèixer canvis de detall: adopció de la visera rodona el 1872; reducció de la inclinació el 1884 (tropa) i el 1886 (oficialitat). Alhora, el quepis passava a ésser la lligadura de passeig i gala, atesa la supressió definitiva del xacó baix (1886).
Desenvolupat, en darrera instància, a partir del xacó, el quepis, a diferència del seu predecessor, era una lligadura còmoda, pràctica i barata, dotada, a més, d'un cert aire de modernitat.

### Internacionalització

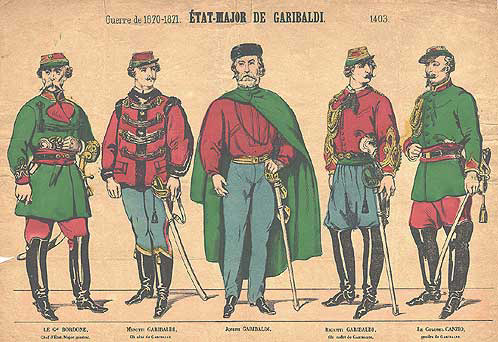
Garibaldi (al centre, amb casquet de pell) en la Guerra Franco-prussiana (1870), voltat dels seus oficials d'estat major, tots cofats amb quepis

El quepis es donà a conèixer internacionalment arran de la participació francesa (1854-1856) en la Guerra de Crimea, i de seguida fou adoptat per la majoria d'exèrcits d'Europa i d'Amèrica; de manera que fou la lligadura militar més usada durant tota la segona meitat del segle xix, i la més representativa de l'època. Ultra el francès, l'usaren els exèrcits de Portugal, Suïssa, Bèlgica, Països Baixos, Dinamarca, Suècia-Noruega, Grècia, Romania, els EUA (tots dos bàndols de la Guerra de Secessió es cofaven amb quepis), Mèxic, el Brasil, el Perú, Xile, Argentina, Uruguai, Paraguai, alguns estats italians i alemanys abans de la unificació, etc. Fins i tot l'usà la tropa russa (1864-1881) després del casc de punta i d'un retorn del xacó, i abans de veure's en gorra de plat.

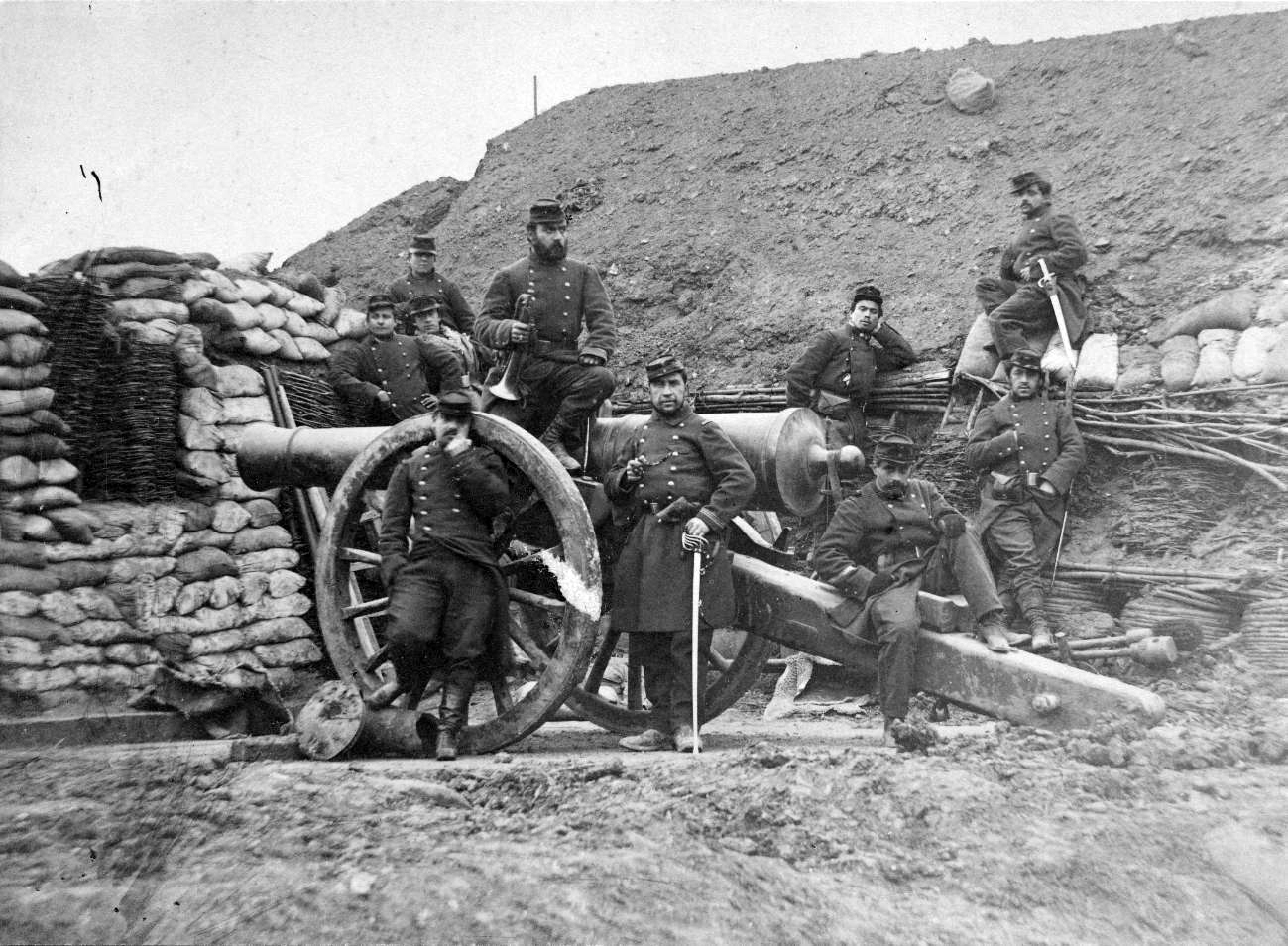
Soldats francesos amb quepis durant la Guerra Franco-prussiana (1870)

L'èxit internacional del quepis s'explica, en part, per les característiques intrínseques de la peça, i, en part, pel prestigi internacional de què gaudia França. En el primer cas, és simptomàtic que aquells exèrcits que no adoptaren el quepis van optar per lligadures prou similars, com el xacó baix (Àustria-Hongria, Itàlia) i el ros (Espanya). En el segon cas, és il·lustratiu que entre els exèrcits que se'n mantingueren al marge hi hagués els rivals històrics de França: Alemanya (fidel al casc de punta, la gorra de plat i el casquet de plat) i el Regne Unit (amb el casquet circular i els cascos colonials, i, breument, amb xacó baix).

### Supressió
Arran de la Primera Guerra Mundial el quepis clàssic caigué en dessuetud a França mateix, juntament amb la resta de l'uniforme de colors llampants. Ja en marxar al front, a l'agost de 1914, el quepis de tropa (model 1884) fou recobert d'una funda blau cel; a partir del setembre, els nous exemplars ja es confeccionen uniformement en blau cel (complexa família de models de 1914). Amb l'adopció del nou uniforme monocolor bleu horizon (que per l'abril de 1915 ja era d'ús general), el quepis clàssic encara era la lligadura reglamentària (si bé cada cop amb més tendència al perfil recte). Emperò, el setembre de 1915 fou substituït pel casquet de caserna i pel casc, si bé fins a la fi de la guerra encara hi hagué una part de la tropa que optà per dur quepis al front, irreglamentàriament.
També en aquesta ocasió la tendència engegada per França es generalitzà internacionalment. En acabar la guerra l'ús del quepis clàssic s'havia extingit pràcticament en tots els exèrcits que l'havien tingut com a reglamentari. Hi fou substituït, en general, per la gorra de plat entre l'oficialitat, i entre la tropa pel casquet de caserna o, en alguns casos, per la gorra.

## Quepis recte

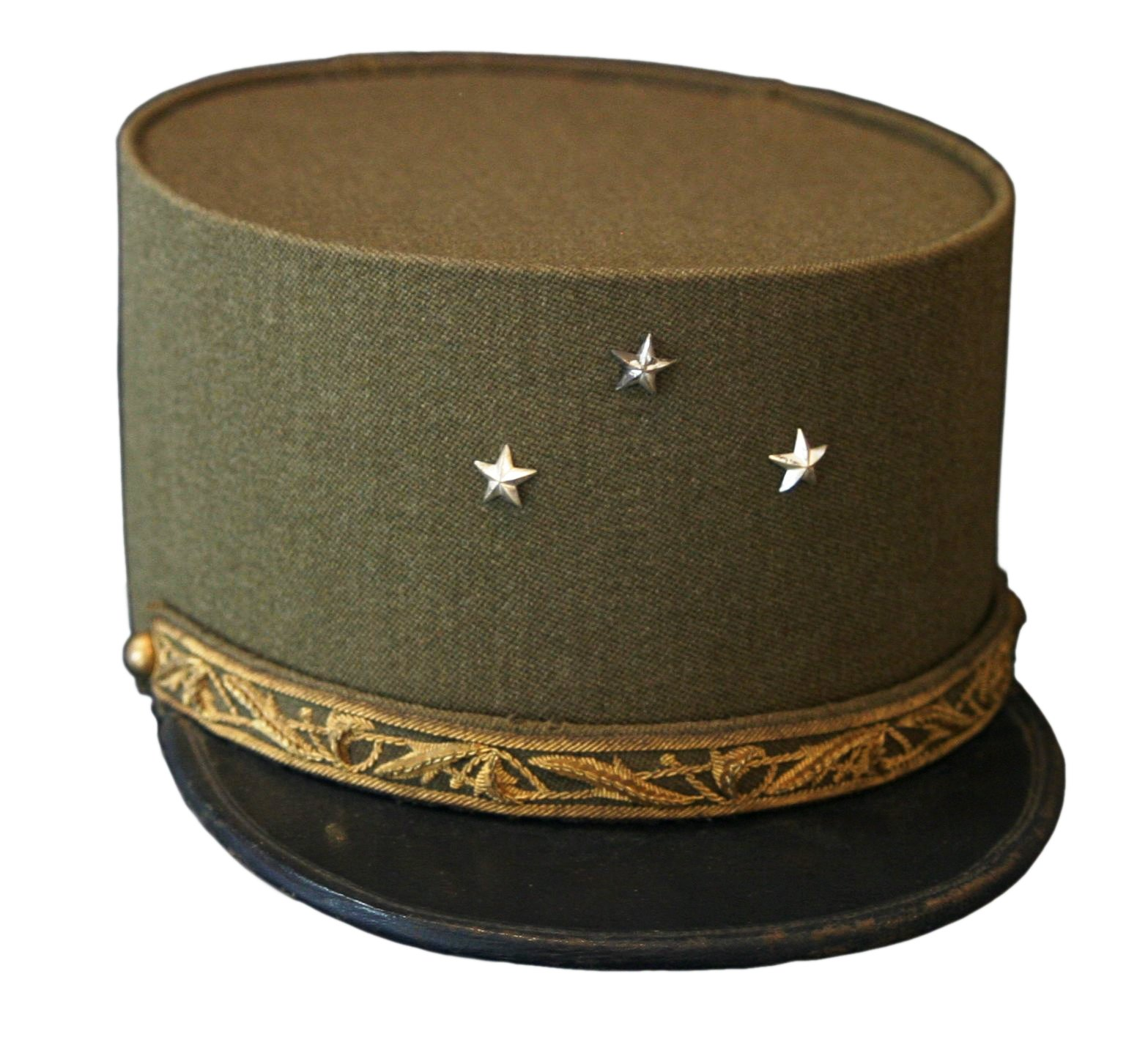
Quepis recte de general de divisió francès, època actual

### Descripció
El quepis recte (en francès képi) és una lligadura rígida, de forma cònica, recta (és a dir, amb la part frontal a la mateixa alçada que la posterior), amb alçada superior a la mitjana de les gorres, cim pla i una mica enfonsat, i dotada de visera rodona horitzontal; és d'ús, bàsicament, militar i policial.

### Gènesi i evolució
Aquesta lligadura sorgí entre l'oficialitat francesa de la Belle époque, mitjançant una evolució subtil del quepis clàssic: a partir de la dècada de 1880 es posà de moda entre els oficials de reduir la inclinació de llurs quepis (m. 1886), irreglamentàriament, tot dreçant-ne la part frontal fins a fer-los rectes del tot; tasca tant més fàcil que els oficials havien de pagar-se els uniformes i se'ls feien confeccionar per sastres de confiança. Tot això s'esdevenia, insistim-hi, al marge de la normativa oficial, que prescrivia quepis de línia clàssica (m. 1886), o sigui, del mateix estil que els de la tropa.

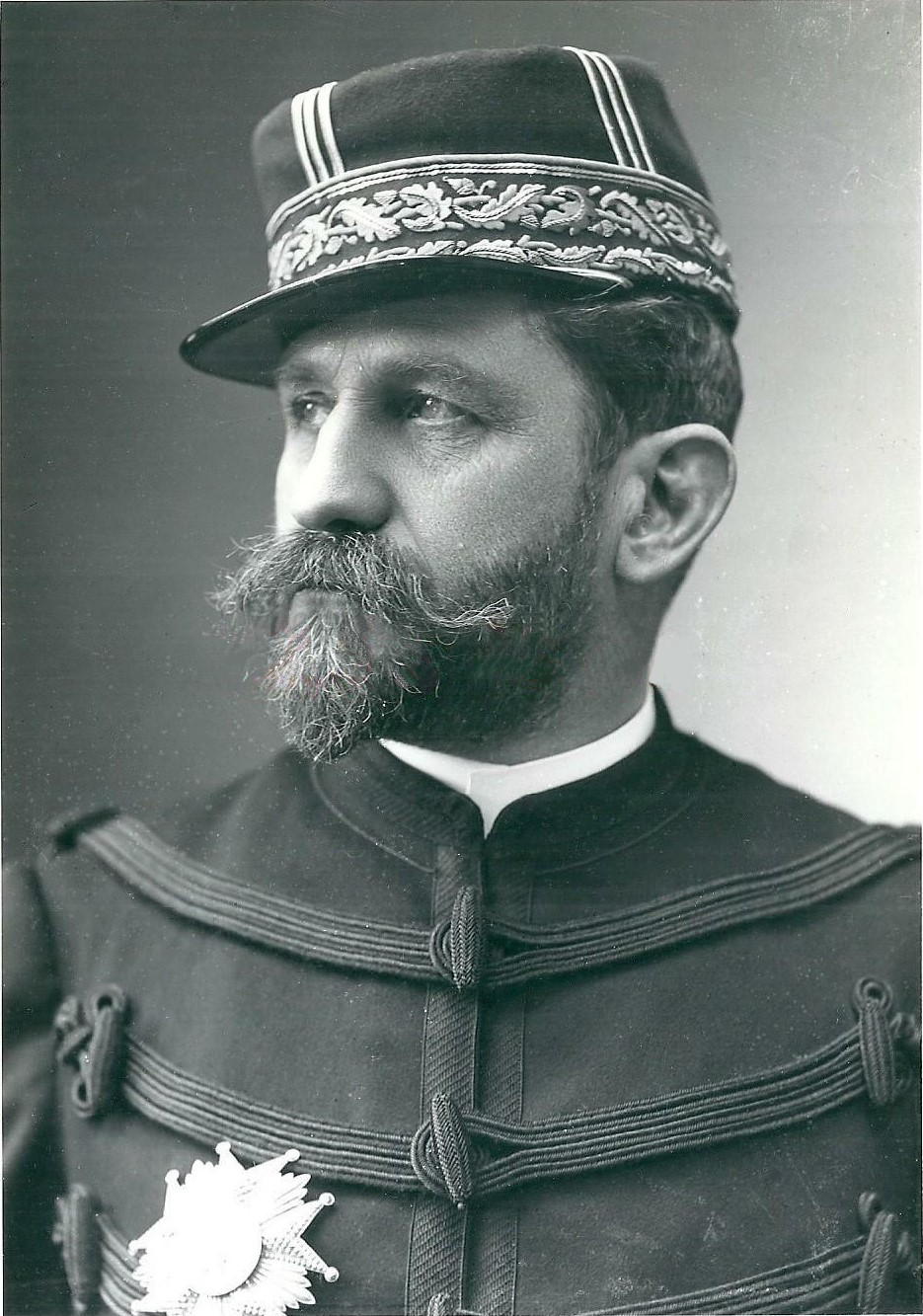
El general Boulanger amb quepis de gala d'oficial m. 1886. S'hi pot apreciar la lleugera inclinació conservada pel model reglamentari

Els especialistes distingeixen diversos estadis d'aquesta evolució. Així hom parla de:
- képi foulard o képi Saumur (vers 1890-1900): recte o d'inclinació endavant molt lleugera; copa i cim flexibles.
- képi semi-polo (vers 1900-1910): recte; copa rígida i cim flexible.
- képi polo (vers 1910-1919): recte; copa i cim rígids.

Per aquesta via, doncs, en esclatar la Primera Guerra Mundial (1914) el quepis recte ja era la lligadura característica de generals, caps i oficials de l'exèrcit francès.

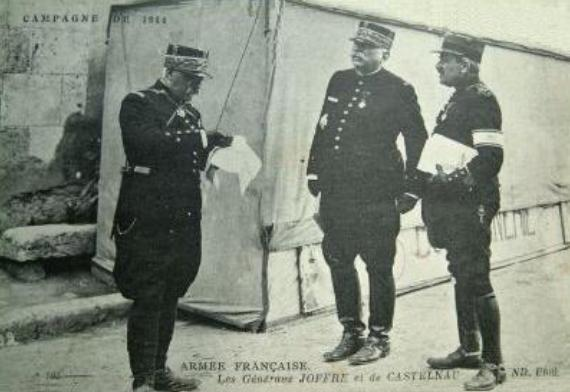
Els generals Joffre i De Castelnau conferenciant el 1914 acompanyats d'un oficial; tots tres van cofats amb quepis recte

La supressió del quepis de tropa (1915/18) no afectà pas l'oficialitat; ans al contrari, la nova configuració recta i rígida s'oficialitzà amb el model reglamentari d'oficial de 1919. D'aquesta manera, el quepis recte ha continuat en vigor ininterrompudament fins avui en l'exèrcit francès; hi ha estat i hi és l'equivalent de la gorra de plat de tants altres exèrcits. La versió clàssica, pràcticament l'actual, és el model de 1935.
D'ençà el 1930, el quepis recte és, a més a més, la lligadura usada per la tropa francesa en passeig i gala.
El quepis recte de color blanc (képi blanc) ha esdevingut un dels signes d'identitat de la Legió Estrangera.

### Ús policial
Ja durant la Belle époque la moda del quepis recte s'havia transmès a la Gendarmeria i altres cossos policials francesos, fins al punt d'esdevenir símbol prototípic del policia francès. En el camp policial, emperò, avui el quepis recte es troba en franca decadència, substituït progressivament per altra mena de lligadures que hom considera més pràctiques, com ara gorra de plat, gorra de campanya, gorra de beisbol, etc.

### Difusió internacional
Fos per mimetisme o per evolució paral·lela, en el pas del segle xix al XX el quepis recte comparegué, així mateix, en altres exèrcits. Per exemple, fou la lligadura de l'oficialitat en els exèrcits suís (durant força temps), belga (fins que en el decurs de la Primera Guerra Mundial l'oficialitat belga fou la primera a clonar l'uniforme d'oficial britànic), neerlandès, noruec, letó (el qual n'ha reprès l'ús en reconstituir-se), etc.
A partir del canvi de segle el quepis recte també fou la lligadura habitual de molts cossos policials en diversos estats, en competència amb diverses formes de casc. Ha estat característic el quepis policial belga, amb terminació elevada a la part posterior (d'altra banda, fàcilment recognoscible per a lectors de Tintín).

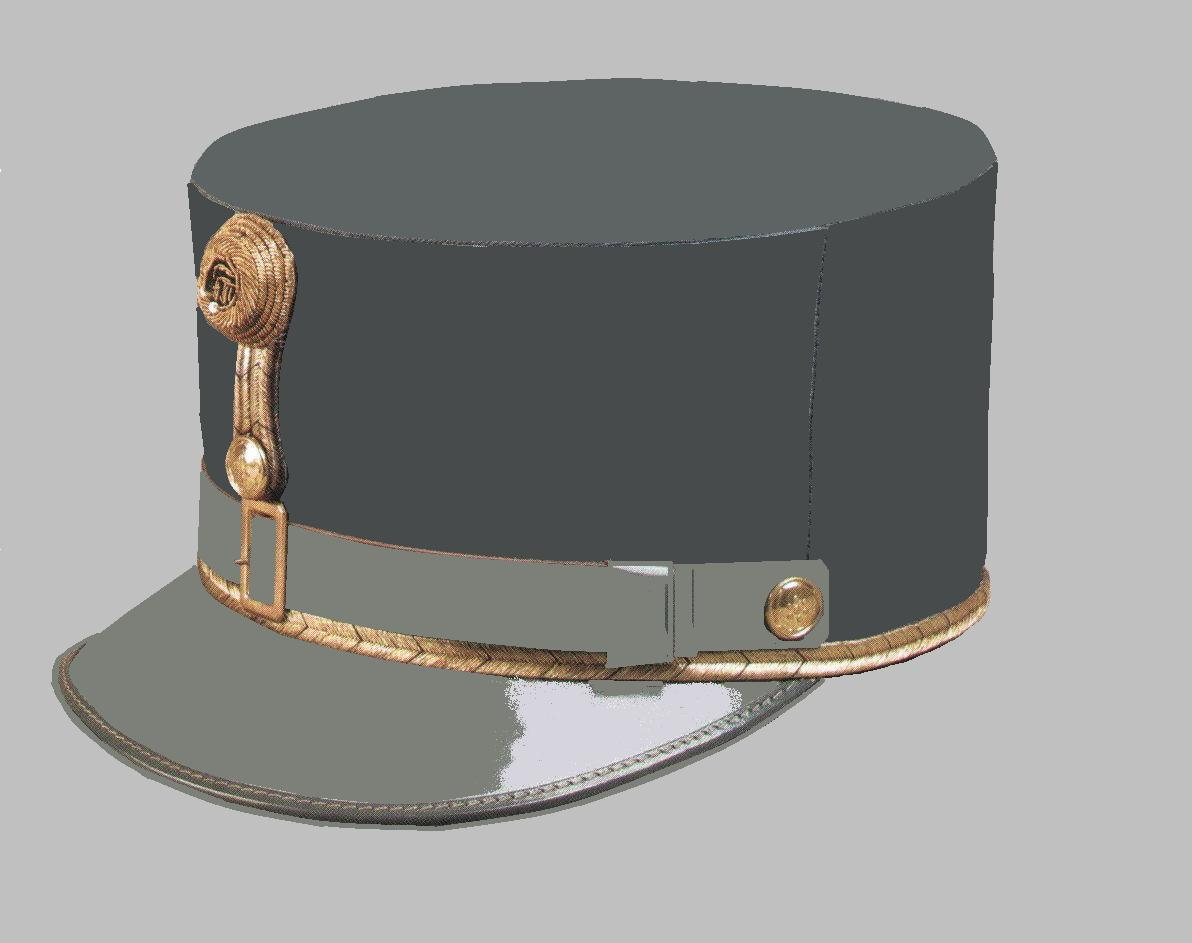
Gorra rígida (Offizierskappe) d'oficial austrohongarès, d'aspecte similar al quepis recte

Una mena de gorra rígida (Offizierskappe) bastant anàloga al quepis recte d'oficial francès fou la lligadura de diari i campanya de l'oficialitat austrohongaresa des del 1868 (en què substituí el xacó baix) fins a l'enfonsament de la monarquia dual. Aquest mateix model (társasági sapka) seria conservat per l'oficialitat hongaresa, per a passeig i gala, fins al 1944. També l'oficialitat austríaca l'havia reprès el 1933, només per a desaparèixer arran de l'Anschluss (1938).
Altres lligadures formalment similars al quepis recte han estat: la gorra de les SA nazis; la gorra de campanya de tropa adoptada per l'Exèrcit Popular de Catalunya a la tardor del 1936; etc.

### Ús civil
En el camp civil, una mena de quepis recte ha estat o és la lligadura del personal ferroviari en nombroses companyies.